# دیتاگرام
داده‌نگار یا دیتاگرام (به انگلیسی: Datagram)، از واحدهای بنیادی انتقال اطلاعات در شبکه‌های  packet-switched است که در آن، تحویل دادن بسته، زمان رسیدن آن به مقصد، و ترتیب رسیدن دیتاگرام‌ها به مقصد، توسط شبکه تضمین نمی‌شود. اصطلاح دیتاگرام اولین‌بار در پروژه CYCLADES که یک شبکه packet-switched ایجاد شده در دهه ۱۹۷۰ بود، استفاده شد. این اصطلاح توسط لوییز پوزین (به انگلیسی: Louis Pouzin) انتخاب شده و ترکیبی از دو واژه data و telegram است. CYCLADES اولین شبکه‌ای بود که به جای شبکه، خود رایانه‌ها در آن تحویل دادن داده‌ها به مقصد را تضمین می‌کردند؛ این کار با استفاده از دیتاگرام‌های غیرمطمئن با استفاده از سازوکار پروتکل نقطه به نقطه انجام می‌گرفت.

## تعریف
بر طبق RFC 1594 اصطلاح دیتاگرام به صورت زیر تعریف شده است:
«یک موجودیت مستقل و جامع از داده‌ها که اطلاعات مربوط به چگونگی رسیدن داده‌ها از رایانه مبدا به رایانه مقصد هم در آن گنجانده شده، به طوریکه نیازی نیست رایانه‌های مبدا و مقصد و شبکه حامل از قبل با هم هماهنگ شده باشند.»